# Лешневский, Эрнст Егорович
Эрнст Егорович Лешневский (бел. Эрнст Ягоравіч Ляшнеўскі 29 июня 1941, д. Свидерщина, Толочинский район, Витебская область — 15 мая 1989) — белорусский работник сельского хозяйства, Герой Социалистического Труда (1986).

## Биография
С 1954 года работал в колхозе имени Димитрова Толочинского района. С 1963 года — член КПСС.
С 1975 года — бригадир тракторно-полеводческой бригады, первой в районе внедрившей метод бригадного подряда.
В 1983 году стал лауреатом Государственной премии СССР, ему присвоено почётное звание «Заслуженный работник сельского хозяйства БССР».
Делегат XXVII съезда КПСС, член бюро РК КПБ.
Звание Героя Социалистического Труда присвоено в 1986 году за успехи в исполнении планов по увеличению производства и продаже государству сельскохозяйственной продукции.

## Награды
- Герой Социалистического Труда (1986).
- Государственная премия СССР (1983).
- Заслуженный работник сельского хозяйства БССР (1983).
- Орден Ленина — дважды.
- Орден Октябрьской Революции.
- медаль ВДНХ СССР.
- Грамота Президиума Верховного Совета БССР.